# Jugendgruppe
Eine Jugendgruppe ist eine örtliche, innerhalb einer übergeordneten Institution (wie Kirchengemeinde, Kommune, Land, Jugendverbände) organisierte Gruppe von Kindern oder Jugendlichen, die in der Regel von einem Jugendgruppenleiter geführt wird. Es handelt sich um die originäre Form auf Ehrenamt basierter Jugendarbeit. In dieser Form wird auch eine Jugendgruppe nach den deutschen Richtlinien und Gesetzen zum Thema Jugendarbeit und deren Förderung definiert.

## Größe und Zusammensetzung
Die Größe einer geleiteten Jugendgruppe ist unterschiedlich, überschreitet jedoch in der Regel nicht das Dutzend. In ihr können sich Mädchen und Jungen im Alter von bis zu meist 16 Jahren befinden. Oft sind sie Mitglieder von Vereinen und Verbänden, von kommunalen oder kirchlichen Jugendeinrichtungen.

### Jugendgruppenleiter
Auch Jugendleiter genannt (Siehe auch Jugendleiter Artikel).
Jugendgruppenleiter sind junge Menschen ab dem vollendeten 16. Lebensjahr (in manchen Bundesländern auch erst ab dem 17. Lebensjahr), die ehrenamtlich ihr Amt ausüben. Es wird meist über kirchliche Einrichtungen oder kommunalen Jugendzentren angeboten. Die Jugendgruppenleiter organisieren Feriencamps, Ausflüge und Angebote zur Freizeitgestaltung anderer junger Menschen. Voraussetzung ist bei vielen Institutionen der Nachweis einer entsprechenden Schulung. Erfahrungen im sozialen oder pädagogischen Bereich sind nützlich.

### Jugendgruppenleiterschulung
Diese Schulungen, die ehrenamtliche Mitarbeiter aus der Kinder- und Jugendarbeit von Jugendverbänden oder aus Einrichtungen der offenen Jugendarbeit ansprechen, dienen einer besseren Qualifizierung der ehrenamtlichen Arbeit mit jungen Menschen. Die Schulung selbst erfolgt oft kostenlos in mehrtägigen Seminaren oder wird durch den abstellenden Verein finanziert.

#### Inhalte
Anhand aktueller und spielerischer Methoden wird in der Schulung gemeinsam das notwendige Handwerkszeug für die direkte Arbeit vor Ort vermittelt. Neben pädagogischen Inhalten ist ein wichtiger Bestandteil das Basiswissen in den Bereichen Aufsichtspflicht und Jugendschutz. Die praktische Erprobung von Inhalten der Schulung zur Arbeit mit Jugendgruppen ist meist ein Bestandteil des Seminarkonzepts. Die Teilnehmer werden dabei auch sensibilisiert, Probleme zu erkennen und entsprechend zu reagieren. Siehe dazu auch den Artikel Kleiderkette (Spiel). Auch die Vermittlung zur Planung von kreativen Gruppenaktivitäten steht immer im Programm.

#### Zertifikat
Die erfolgreiche Teilnahme an der Jugendgruppenleiterschulung wird durch die Ausstellung eines Zertifikates bescheinigt (in einigen Bundesländern auch JugendgruppenleiterCard; kurz JuLeiCa genannt), welches Vergünstigungen wie verminderten Eintritt bei Veranstaltungen gewährt. Sie gilt auch als Legitimation gegenüber Behörden und anderen Einrichtungen. Oft ist auch der Nachweis des „großen“ Erste-Hilfe-Scheines vorgeschrieben, um das Zertifikat wirksam werden zu lassen.